# 鬼武者3
『鬼武者3』（おにむしゃ3、英：Onimusha 3: Demon Siege）は2004年2月26日にカプコンからPlayStation 2用タイトルとして発売された戦国サバイバルアクションゲーム。鬼武者シリーズの第3作目。
信長三部作の完結編。本作では主人公・明智左馬之助とその宿敵・織田信長との永きに渡る因縁の決着が描かれている。
オープニングムービーは山崎貴が監督し、アクション監督は香港のアクション俳優であるドニー・イェンが担当した。またジャン・レノは自らモーションキャプチャでジャック・ブランを演じた。
全世界累計販売本数は152万本。

## システム
本作では主人公の明智左馬之助とジャック・ブランを操作するが、切り替えは時空転送装置によって行われる。また前作までと同様にキャラクター交代があり、ジャックの婚約者でフランス陸軍所属のミシェル・オベールを操作できる。また、物語中盤には徳川家康の家臣である本多平八郎忠勝が登場する。
必殺技として「戦術殻」の呼び名が再び登場。ジャックの場合は「戦術輪」となっている。呼び名が異なるのは、鬼の篭手に装着する鬼の力を封じ込めたものが左馬介は「珠」、ジャックでは「輪」とそれぞれ異なることに由来する。これらは鬼力ゲージを溜めることで使用できる。また紫色の魂を5つ吸収していると、前作までにもあった「鬼武者変身」することができ、これによって一定時間無敵の上、攻撃力を上昇させることができるほか、変身前に体力がゼロになると自動的に鬼武者として復活できる。必殺の「一閃」や弓などの遠隔攻撃は前作から継続している。
本編をクリアした後は「鬼特典」という項目で本多平八郎忠勝を操作するミニゲームをプレイできる。

## 設定
時代設定は『鬼武者』の時代より23年後、本能寺の変が起こる天正10年（1582年）と2004年のフランス・パリ。物語は明智左馬介が明智光秀と共に本能寺で織田信長を討とうとする所から始まる。左馬介は本能寺で信長と対峙するが、突如「時のねじれ」が起き、左馬介は2004年のパリへと飛ばされる。2004年のパリでは突如として幻魔が出現し、市民に襲いかかる。フランス軍の特殊部隊に所属するジャック・ブランは幻魔に立ち向かうが、突如「時のねじれ」が起き、左馬介と入れ代わるように本能寺の変前の日本・比叡山へ飛ばされる。左馬介とジャック、双方共に違う時代に飛ばされ、その原因となった織田信長を討つために立ち向かう。
幻魔に改造され復活した蘭丸が未来の左馬介の前に、左馬介に敗れる以前の蘭丸が戦国時代のジャックの前に現れるなど、「時の交錯」を意識したストーリーとなっている。そのお互いに違う時間を烏天狗の少女・阿児が行き来することによりストーリーが進行していく。一部フランス語の会話シーンがあるが、阿児の能力で言葉の壁が無くなり、日本語が共通言語となっている。

## 登場人物
明智左馬介秀満
声 - 金城武
キャプチャーモデル - 金城武
主人公。長い修行を経て鬼の力を自在に操れるようになり、実年齢は47歳ながら20代の若い肉体を鬼の力で保って戦いを続けている。さらには自在に自らの意思で鬼武者への変身能力も得ている。OPでは信長に合流しようとする幻魔の大軍勢を1人で迎え討ち全滅させた。その存在は幻魔の最高レベルの脅威となっている。
物語序盤で信長を討つため本能寺に攻め込んだ際、「時のねじれ」に巻き込まれ約500年後の現代のパリにタイムスリップする。現代のパリで合流した阿児やミシェルと共に奔走した。歴史改変が行われた本能寺での信長との最終決戦では過去の左馬介はジャックの眼前で信長の手によって殺害されるが、直後に未来から帰ってきた本編の左馬介が過去の左馬介の鬼の篭手から魂を吸収することで、かつてフォーティンブラスを葬った真鬼武者へと覚醒する。死闘の末に信長を鬼の籠手に封印した後は阿児と共に鬼の篭手を封印する旅に出た。
ジャック・ブラン
声 - ジャン・レノ / 菅生隆之（日本語ボイス）
キャプチャーモデル - ジャン・レノ
第二の主人公。フランス対外安全保障総管理局（DGSE）第29SA所属。年齢36歳。
「時のねじれ」に巻き込まれ、左馬介と入れかわる形で戦国時代の日本に飛ばされる。そこで鬼の一族から力を授けられ、元の時代に戻るべく幻魔と戦うことになる。高等幻魔や戦国の一般人からはおもに南蛮人と呼ばれる。武将の平八に義を感じたのか思い入れは深く、本能寺で森蘭丸を討った際は仇は討ったとつぶやいていた。
鬼武者となってからは鬼之鞭を始めとした、しなる性質の武器を装備する。敵に巻き付けて捕縛することができる他、移動時にはロープのように使うことで離れた所へ飛んだり引き寄せたりすることができる。また、携帯している拳銃を捕縛した敵や地に伏せた敵への追撃に用いる。
本来日本語は話せないが、阿児の力により日本人とも意思疎通ができるようになる。また、本来の歴史の左馬介（プレイヤーの左馬介）と直接交流するのは、左馬介がパリに召喚された時とジャックがパリに帰還した二度のみ。
ミシェル・オベール
声 - 浅川悠
フランス陸軍中尉。年齢28歳。ジャックの恋人。果敢な性格の持ち主。
最初はパリの街で暴れる幻魔の掃討中、左馬介を不審人物として拘束しようとするが、事情を知り協力する。現代の勝手の分からぬ左馬介を様々な面で支援してくれる。
彼女もジャックと同様日本語が話せないが、阿児の力により意思疎通ができるようになる。
左馬介とアンリが敵に捕えられた時とジャックが罠にかかった時に、彼らの救出のためプレイヤーキャラクターとして使用できる。
使用武器はアサルトライフルやショットガンといった銃火器のみであり、ある道具を入手することで魂は吸収できるようになるが、左馬介やジャックと違って鬼武者化はできない。
アンリ・ブラン
声 - 矢島晶子
ジャックの息子。年齢10歳。事故で母親を亡くしたことに責任を感じており、ミシェルを受け入れられない。コンピューターの扱いや数学的素養に関しては大人顔負けである。一種のテレパシーに近い直感を持ち、父親のジャックがピンチの時には阿児のように時を飛び越えそれを察知する。
特定のステージでは戦闘に参加することがあり、たまに石を投げる（ダメージは与えられない）他、敵の攻撃も受けるがダメージは受けない。
ジャックが2004年のパリに帰還した直後に幻魔森蘭丸に殺されるが、ジャックの鬼の籠手と引き換えにその命を救われる。
阿児（あこ）
声 - 南央美
身長30 cmほどのカラス天狗の少女。神通力に類する能力の他、時空跳躍能力を持つ。しかしジャックをおっさん呼ばわりしたりと口が悪い。
現代と戦国時代を行き来し、左馬介、ジャックをサポートする。
フィリップ
ジャックの同僚にして、親友。
パリを幻魔が襲撃した際部隊を率いて出動するが、幻魔の攻撃で部隊は全滅し、彼も重傷を負う。その直後、「時のねじれ」によってジャックと共に戦国時代の日本、比叡山へと飛ばされ、「死ぬときは妻と娘の前と決めていたのに…」と言い遺し、ジャックの前で息絶える。
虎屋
声 - 奥田啓人
幻魔の襲撃で閑散とした堺を拠点とする、織田家御用達の豪商。
織田家の命に従い、物品を指定の場所に納品したり、幻魔南蛮船で港に寄港する幻魔と取引をしていた。また、「時のねじれ」の影響で未来からタイムスリップしてきた物を収集している。
アンリの母親
声 - 大野エリ
アンリの母親で故人。本名は不明。
アンリを事故から庇って他界している。とあるイベントにおいて、阿児の力によってアンリの前に魂の状態で現れ、彼にメッセージを伝える。
鬼の一族
声 - 大川透
戦国時代にタイムスリップした異国人のジャックに鬼の力を与える。
みのおやじ
声 - 浜田賢二
主人公（左馬介、ジャック）を魔空空間へ連れて行く力を持つ。
明智光秀
声 - 若本規夫
左馬介の叔父で、主君でもある織田家家臣の武将。左馬介と密かに連絡を取り合い、本能寺にて合流後信長に挑む。本作では、本能寺の変における光秀の謀反は、信長や蘭丸にすでに見破られていたという設定。
柳生十兵衛
前作『2』の主人公であり、書物『十兵衛の風間』において名前のみ登場。信長を倒した後の消息は不明と記されている。
小谷のお邑
前作『2』のヒロインであり、書物『十兵衛の風間』に本名のお市として名前のみ登場。ここ数年は病を理由に人前にほとんど姿を見せていないらしい。

### 幻魔の勢力
織田信長
声 - 大塚明夫
年齢49歳。『2』での最後の言葉通り、既に幻魔の技術により復活しているだけでなく、十兵衛との戦いで鬼の力によって倒されたことで鬼の力に対する抵抗力を身に付けている。ギルデンスタンが研究する「時のねじれ」が偶発的に発生することから、これを利用し未来世界の支配を画策する。その強大な力で左馬介とジャックを苦しめ、本能寺での最終決戦では過去の左馬介の殺害に成功している。しかしその直後に未来のフランスから本能寺に帰還して過去の左馬介の鬼の篭手を吸収し、真鬼武者に覚醒した左馬介との戦いに敗北する。最後は敦盛を舞った後に自分を打ち倒した左馬介を称賛し、鬼の篭手に封印される。
幻魔王・織田信長
最終ボス。織田信長が変身した姿。

ギルデンスタン
声 - 大木民夫
過去と未来を繋ぐ「時のねじれ」の研究中、不慮の事故によって幻魔の軍勢ともども2004年のパリへと送られる。しかし特に気に病むでもなく、現地司令官として侵攻の指揮を執りながら、未来の機械技術をも精力的に取り入れて研究を継続する。パリのブローニュ動物園（実在しない）にある自分の研究施設で左馬介とアンリを幻魔に改造しようと企むもミシェルに邪魔され、代わりにミシェルを改造しようとするも左馬介によって撃破される。
彼の研究は自らの身体すら対象としており、肉体改造により下半身を切り離し、飛行する戦闘形態に変形する能力を獲得している。
オズリック
肖像画で登場。
ガルガント
声 - 遠藤憲一
幻魔界最強の闘士とよばれる高等幻魔。信長の右腕として活躍し、左馬介と何度も剣を交えた好敵手。
ゴーガンダンテスとは盟友の間柄。すばやい身のこなしから相手の攻撃を絡めとるガルブレードと、強力な波動や幻気弾を放つ幻魔の篭手を駆使し、遠近を問わず強烈な攻撃を仕掛ける。
オープニングで左馬介に倒されるが、「時のねじれ」により過去が変わったことで無かったことになっている。
ベガドンナ
声 - 幸田直子
モンサンミッシェル地下で、『2』に登場した鬼の一族の移動要塞「鬼玄武」を模した安土城の建設の指揮を執る女幻魔。自称「信長の妻」。苦無投擲、分身と忍術を基本とした攻撃を繰り出す。
日本に降り立ち、左馬助の操る鬼の一族の幻影に攻められる安土城の天守閣にてジャックと戦って敗れ、信長への愛を言い遺し絶命する。
森蘭丸
声 - 鈴木正和
年齢16歳。織田家近習頭で信長を崇拝している。本能寺に攻め入った左馬介と対峙して倒されるが、「時のねじれ」によって未来に飛ばされた。時空改変後は過去に来たジャックの前に度々現れる。
最後はジャックと一騎討ちをするが、刀を鬼之鞭により奪われた直後にジャックに殴り飛ばされ、本能寺の2階から転落死する。
幻魔・森蘭丸
左馬介に倒された森蘭丸が「時のねじれ」に飲まれて未来に行き、左馬介への復讐のためにギルデンスタンの手で生きたまま幻魔となった。
脳に手を加えられていないので記憶は残っているが、幻魔の血を受けた影響で冷静さは失われ話し方も狂気に満ちている。また、人間だった時に比べて身体能力が主にスピード面で大幅に向上している。幻魔としての力が強力なため幻魔の魂を吸収し、自身の体力を回復することができる。
ギルデンスタン亡き後は「時のねじれ」の研究を引き継いだ。エッフェル塔の頂上で左馬介に戦いを挑むが敗北する。絶命寸前に時のねじれ装置を起動させ信長を呼び出そうとしたが、誤作動により逆にジャックと左馬介をもとの時代に戻してしまう。死亡したと思われていたが生きており、悪足掻きで戻ってきたジャックの息子、アンリを貫くがその直後にジャックによる怒涛の攻撃により倒される。
クリア後の特典の平八無頼伝にも登場する。

本多平八郎忠勝
声 - 玄田哲章
年齢24歳。信長と同盟を結んでいる徳川家康の家臣。情に厚く剛直な性格。三河弁の訛りがある。幻魔蜻蛉切を得物にする槍の名手。
主君が信長と同盟関係であるが故に不本意ながら幻魔に加勢。左馬助とジャックに戦いを挑んでくる。
主君の手前ジャックに襲い掛かるが、内心は穏やかではない。終盤ではついに見切りをつけ、内通者として安土城の天守閣への手引きをするも、最後は森蘭丸の罠にかかり殺される。
羽柴秀吉→豊臣秀吉
声 - 大川透
織田家の重臣として出世したため、名を羽柴秀吉と改めた。中国攻めに赴いており本編には登場しないが、信長の死後に幻魔としての覚醒を見せる。

## 開発
プロデューサーの稲船敬二は本作でタイムスリップする発想は『鬼武者』の開発が終わった段階で考えていて、「侍が戦うゲーム」という枠では表現が縛られるため、本作でタイムスリップが受け入れられるよう、『鬼武者2』のストーリーを展開させていた。また強大な力を持った最終ボスの信長を倒すには1作目・2作目の主人公だけでは足りないだろうと発想して、世界中から力を集める観点から日本国外のキャラクターを登場させ、稲船は作品の舞台が現代のパリになったのは、誰もが想像しないものを作ろうと考えた結果であると語っている。
前2作では背景がレンダリングの1枚絵であったが、日本国外からフルポリゴンを望む声が多く、稲船もフルポリゴンでないことが欠点であることが分かっていた点や、フルポリゴンにすることにより、プレイヤーに違和感なくキャラクターを動かしてもらうことも考慮してゲームエンジンを作り直した。稲船は第1作からフルポリゴンにしようと思えばできたが、クオリティの面から見合わせていたことを制作発表会で語っている。プロデューサーの竹内潤はSIGGRAPH 2003にて「プリレンダCGを使用した3Dゲームは海外では技術力の低い作品に見られてしまう」と語っている。モデリングにはSOFTIMAGE XSIが用いられた。グラフィックエンジンには、動的LOD（Dynamic Level of Detail）を採用、これによって前作までの7倍以上の50体の敵を登場させ、1対多数のアクションを可能にした。またリアルさの要素として、レイリー散乱とミー散乱を係数として、カラールックアップテーブル関数を用いた光散乱によって明かりの表現を実装している。
CGムービーを担当した倉澤幹隆と山崎貴に対して、稲船は2人の仕事の質を信頼していたことから、指示は最小限で大半は2人に任せていた。山崎は写実的なCGにこだわるため、ミニチュアを用いて巨大なセットを構築し、そのセットとCGキャラクターの合成を行ったことで、それだけで映像作品として完結するほどの出来映えとなった。
アクションディレクターにはドニー・イェンが起用されたが、その理由として、稲船はアクションにこだわるためと語っている。ドニー・イェンは配下のスタッフとともに日本に世界最大規模のモーションキャプチャのスタジオを作ったが、それでもモーションキャプチャをするには狭いほどだった。アクション撮影は最大24台のカメラで行われた。
なお作品の難易度に関しては、前2作までを体験したプレイヤーが楽しめるように高めに設定され、プレイ時間も「短い」という評価が多かったため、前2作よりは長めになった。
2004年2月12日の完成プレス発表会では主演の金城武とジャン・レノが登場、本発表会が初顔合わせとなった。ジャンにとっては本作がゲームへの初参加であり、出演依頼を受けた際、日本でゲーム市場の大きさを理解し、製作が進むにつれて、制作者の才能に感動したと述べている。

### 制作スタッフ
- プロデューサー：稲船敬二（株式会社カプコン）
- ラインプロデューサー：竹内潤
- モーションデザイン：竹内潤
- モーションキャプチャーディレクター：三ツ村鐵治
- セカンドアクションディレクター：谷垣健治（KME）
- CGムービープロデューサー：倉澤幹隆（株式会社ロボット）
- CGムービーディレクター：山崎貴（映画監督、株式会社白組）
- CGムービーアクションディレクター：ドニー・イェン
- CGディレクター：上坂浩光、八木竜一
- 音楽：天野正道、海田明里、奥河英樹、鈴木幸太
- 編曲：天野正道
- 演奏：ポーランド国立・ワルシャワフィルハーモニック・オーケストラ
- 指揮：天野正道
- サウンドエフェクト：柴崎憲治
- シナリオ：杉村升、吉田伸、株式会社フラグシップ、金沢弘哲、中井実（CAPCOM）
- 方言指導：九太朗（希楽星）
- 監督：中井実

## 評価
第1作に続き、本作で主人公のモデルを務めた金城武は、本作にもう一人の主人公がいることに関して、「ゲームでも映画でもない、それらを超えたエンターテイメントとしての一つの新しい形だと思う」と評した。
GAME Watchの山内智和は前作までよりも操作しやすく、鬼武者シリーズがもつ「バッサリ感」（敵の群集を殲滅する爽快感）に関して好意的に評価している。シナリオに関しては現代と過去を行き来する点や真剣さの中にある滑稽さなどを含んだもので好き嫌いは別れるが、ゲームの内容が満足できることが前提と前置きしたうえで、ダブル主演による話題性やオープニングCGのリアルさなど、ゲームの持つエンターテインメントを一般に認知させるマーケティング手法を評価している。

## 受賞歴
- 第8回 CESA GAME AWARDS 2003-2004 優秀賞[24]
- SIGGRAPH2004 Electronic Theater部門 入選 - オープニングムービー[25]

## 関連商品
- 『鬼武者3 オリジナル・サウンドトラック』2004年、カプコン（セルピュータレーベル）
- 『鬼武者3 攻略奥義・秘伝ノ書』（講談社ゲームBOOKS）、2004年、講談社、ISBN 4063396991
- 『鬼武者3 最速虎ノ巻』（カプコンオフィシャルブックス）、2004年、カプコン、ISBN 490658201X
- 『鬼武者3 解体真書』2004年、カプコン、ISBN 4757718500
- 『鬼武者3 ザ・メイキング+最速攻略指南』2004年、ソニー・ミュージックソリューションズ、ISBN 4789722171

## 他機種版
2005年11月25日にソースネクストからパソコン版が発売された。パッケージ版のほかダウンロード販売もされた。発売後、アップデートにてPentium Dに対応した。製品には『新 鬼武者 DAWN OF DREAMS』の特典映像が収録されている。
また以下のパソコン本体および付属品発売時にPC版が同梱された。
- Razer製ゲーマー向けハイエンドマウス「Razer Diamondback / Copperhead」の2種類がアスクから発売された際、本作のPC体験版が同梱された[30]。
- カプコン公式ゲームモデルPC「Amphis Onimusha High End / Standard / Plemium」の3種類がアロシステムから発売された際、本作のPC版が同梱された[31][32]。
- 「WinFast」シリーズのグラフィックスカードがリードテック ジャパンから発売された際、明智左馬介のステージを収録した本作PC版のセレクトバージョンが同梱された[33][34][35]。その後2006年2月にはフルバージョン版に切り替えられた[36][37]。